# スゲシリ
スゲシリ（モンゴル語: Sügeširi、生没年不詳）は、コンギラト部出身の女性で、モンゴル帝国第7代皇帝クルク・カアン（武宗カイシャン）の妃の一人。『元史』などの漢文史料では速哥失里 (sùgēshīlǐ) 皇后と記される。

## 概要
『元史』巻118列伝6のデイ・セチェン伝によると、スゲシリは建国の功臣アルチ・ノヤンの弟の孫のカルジ（Qarǰi＞hāérzhǐ/哈児只）の娘であったという。
ジンゲに関する記録はほとんど残されていないが、『元史』巻106表1后妃表などによると、カイシャンの正后ジンゲに次ぐ地位にあった。しかし、ジンゲ、スゲシリともにカイシャンの息子を産むことがなく、カイシャンには側室のイキレス氏から産まれたコシラ、タングート氏から産まれたトク・テムルしか後継者がいなかった。カイシャンの後継者の生母については、当時絶大な権力者であった皇太后ダギがコシラ、トク・テムルを疎み、自らと同じコンギラト部出身の女性（ラトナシリ）とカイシャンの弟のアユルバルワダ（仁宗ブヤント・カアン）から産まれたシデバラ（後の英宗ゲゲーン・カアン）を厚遇する遠因となった。